# Frei Zsolt
Frei Zsolt (Pécs, 1965. március 18. –) Széchenyi-díjas fizikus, a budapesti Eötvös Loránd Tudományegyetem Természettudományi Kar Fizikai Intézet igazgatója volt 2017–2020 között, az Atomfizikai Tanszék tanszékvezető egyetemi tanára. 2017-től az MTA-ELTE "Extragalaktikus asztrofizika" kutatócsoport vezetője. Asztrofizikát, kozmológiát és képfeldolgozást tanít. 1995-ben megszervezte az ELTE Fizikai Intézetében folyó asztrofizika oktatást, jelenleg is az MSc szinten oktatott asztrofizika modul koordinátora. Az "Eötvös Gravity Research Group" (EGRG) vezetőjeként 2007-ben csatlakozott a LIGO gravitációshullám-detektor tudományos programjához. 2015 szeptemberében sikerült gravitációs hullámokat észlelni, ezzel a felfedezéssel új fejezet nyílik a fizika történetében, melyben Frei Zsolt csoportja is nagy szerepet játszik. Testvére Frei Tamás korábbi műsorvezető.

## Életút
Középiskolás éveit a pécsi Nagy Lajos Gimnázium diákjaként töltötte. Az Országos Középiskolai Tanulmányi Versenyen (OKTV) két második díjat is szerzett, egyet fizikából, egyet pedig az 1983-ban először meghirdetett számítástechnika versenyen. A Középiskolai Matematikai és Fizikai Lapok fizika pontversenyében több díjat szerzett, 1982-ben első helyezést nyert. Részt vett a 14. Nemzetközi fizikai diákolimpián.
Egyetemi tanulmányait az ELTE fizikus szakán végezte. Többszörös díjazottja volt az Ortvay Rudolf Problémamegoldó Verseny-nek, helyi és Országos Tudományos Diákkonferencián (OTDK) több, köztük első díjat is kapott. Fizikus és angol nyelvi szakfordító diploma, 1989. Egyetemi tanulmányi- és kutatómunkájáért elsők között kapta meg a Pro Scientia Aranyérmet.
Még egyetemi tanulmányai alatt a University of Tennessee-n töltött egy évet, majd 1990-ben a Fermilab vendégkutatója volt. 1990 és 1994 között a Princetoni Egyetem doktorandusza, PhD fokozatát 1995 januárjában ítélték oda. Később a garchingi Max Planck Institute for Astrophysics (München mellett, Németország) és a University of Tokyo (Japán) vendégkutatója, majd a University of Pennsylvania (USA) vendégtanára (1996-1998).
1998-tól docens, 2010-től egyetemi tanár az ELTE-n. 2009-ben habilitált, 2010-ben megkapta az MTA doktora tudományos címet. 2012-ben az MTA által meghirdetett Lendület pályázaton nyert. 2010-től vezeti az Atomfizikai Tanszéket. 2008–2014 között az ELTE TTK Fizikai Intézetének igazgatóhelyettese, 2014-2015 között az ELTE tudományos rektorhelyettese volt. 2017-2020 között az ELTE Fizikai Intézetének igazgatója.

## Tudományos munkásság
Az 1980-as évek végén Patkós Andrással közösen a kvark-hadron fázisátalakulást tanulmányozták, bevezették a perfect wetting fogalmát. 1994-ben James Gunn-nal közösen írt nagy hatású cikket a galaxisok fotometriájáról., 1996-ban publikálta digitális galaxis katalógusát, amelyet a Lowell Obszervatóriumban és a Palomar Obszervatóriumban készült képekből állított össze. Több tanulmányt készített a galaxisok morfológiai osztályozásának témájában.
2005-ben a Szunyajev–Zeldovics-effektus alapján kimutatható galaxishalmazokról értekezett. A következő két évben Kocsis Bence doktorandusszal és kettő, az USA-ban dolgozó társszerzővel (Zoltán Haiman, Kristen Menou; mindkettő Columbia Egyetem, New York) először a gravitációs hullámok forrásainak optikai tartományban történő megfigyelésére, majd a feketelyuk-összeolvadások előrejelzésére adott stratégiát. Ez utóbbi eredményt a LISA gravitációs űrobszervatórium tervezésénél is figyelembe vették. 2005-ben publikálja az Inflációs kozmológia c. egyetemi tankönyvet, melynek társszerzője Patkós András.
2007-ben Haiman Zoltánnal, Márka Szabolccsal és Szapudi Istvánnal közösen megalakította az Eötvös International Research School in Astrophysics-et (EIRSA). Ennek része az Eötvös Gravity Research Group (EGRG), amely Frei vezetésével csatlakozott a LIGO gravitációshullám-detektor tudományos programjához.
2008-ban Lippai Zoltán doktoranduszával közösen a galaxismagokban összeolvadó, majd onnan kilökődő szupernehéz feketelyukak elektromágneses tartományban való megfigyelhetőségére dolgozott ki egy lehetséges módszert.
2014-ben többedmagával felfedezte a csillagászok által eddig talált legnagyobb "objektumot", a "szuperlyukat", amelynek iránya egybeesik a kozmikus mikrohullámú háttérsugárzás hideg foltjának irányával (ezért talán magyarázhatja is azt). Ez az eredményük a New Scientist folyóirat címlapjára került. 2015-ben Raffai Péterrel és Haiman Zoltánnal a galaxismagokból kilökődő fekete lyukak statisztikus alapon történő megfigyelésére adott módszert.
Nyolc évvel az után, hogy az EGRG 2007-ben Frei vezetésével (az ELTE, a Szegedi Egyetem és a debreceni ATOMKI összefogásával) csatlakozott a LIGO Tudományos Együttműködéshez (LSC), a kutatócsoportok munkája során 2015 szeptemberében sikerült gravitációs hullámokat észlelni. Az adatok feldolgozása után 2016. február 11-én Washingtonban bejelentették, hogy közvetlen bizonyítékot találtak két fekete lyuk összeolvadása révén, a téridő görbületének hullámszerűen terjedő megváltozására.
2006-ban létrehozta az ELTE Vizualizációs Centrumát. Ebben vezetésével megépítették az ország első, nagyméretű sztereoszkóp megjelenítő berendezését, melynek vetítőfelülete nagyobb mint 10 m², és profi alkatrészekből áll (Christie vetítők, Stewart vászon, Item vázszerkezet, CrystalEyes aktív szemüvegek).

## Könyvek, publikációk
- Frei Zsolt, Patkós András: Inflációs kozmológia, Typotex kiadó, 2005, ISBN 963-9548-47-2,[25]
- Frei Zsolt közleményei az MTMT honlapján

## Elismerések, díjak
- Pro Scientia Aranyérem, 1989
- Magyary Zoltán Posztdoktori Ösztöndíj, 1995
- Az Eötvös Loránd Fizikai Társulat Detre László-díja, 1996
- Bolyai János Kutatói Ösztöndíj, 1998
- Széchenyi Professzori Ösztöndíj, 1999
- Széchenyi István Ösztöndíj, 2003[26]
- Lendület ösztöndíj, 2012[27]
- Gruber Prize in Cosmology (a LIGO együttműködés tagjaként), 2016[28]
- Special Breakthrough Prize in Fundamental Physics (a LIGO együttműködés tagjaként), 2016[29]
- Széchenyi-díj, 2017[30]
- Prima Díj, 2018[31]